# 悅堤
22°18′24″N 114°00′43″E / 22.306741°N 114.01202°E

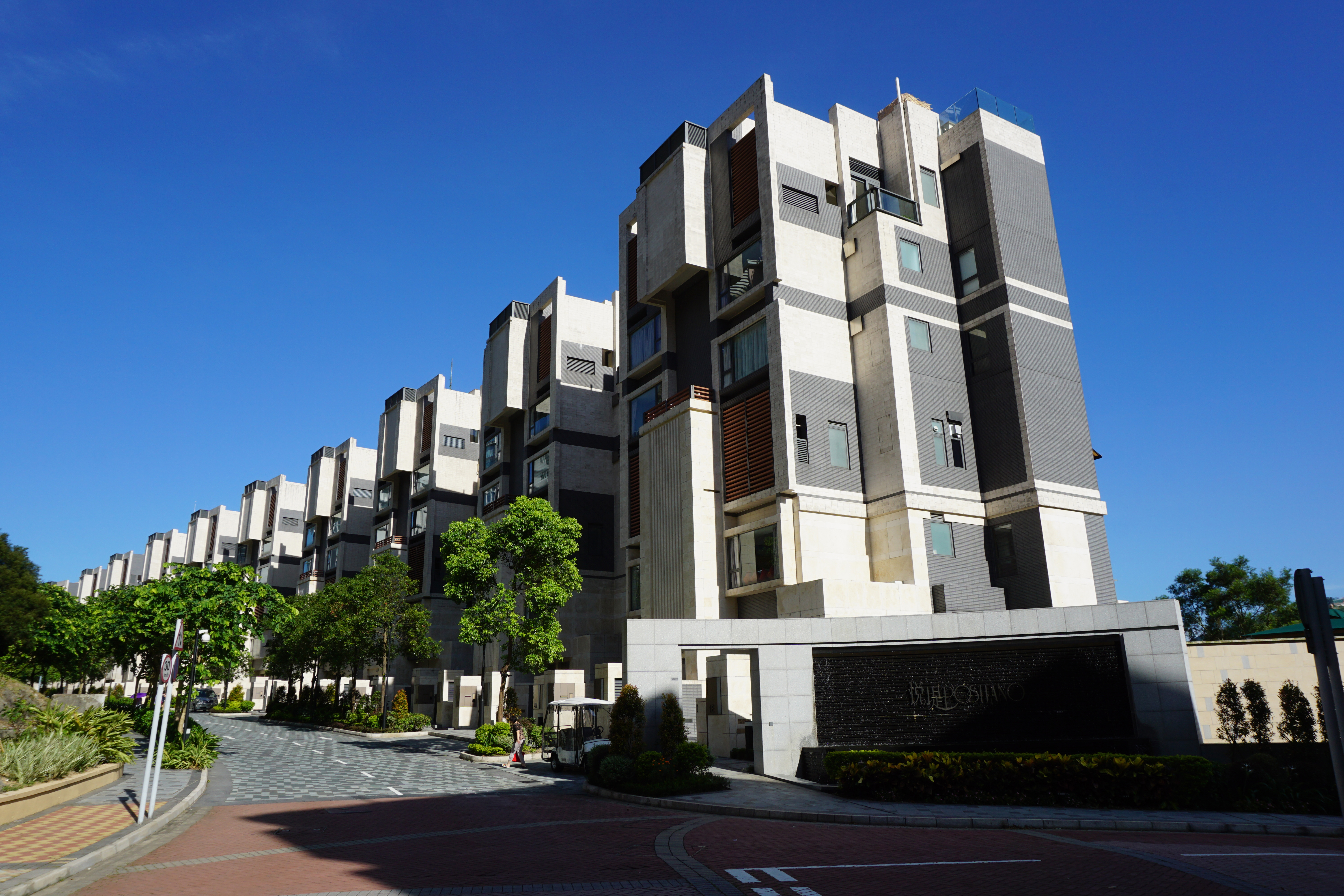
悅堤

悅堤（英語：Positano），是愉景灣第15期住宅項目，位於香港大嶼山愉景灣堤畔徑18號，發展商為香港興業有限公司（香港興業國際集團有限公司旗下），項目主要由第17座6層高住宅組成，採用疊建式花園屋洋房概念，每座提供6伙複式戶，實用面積1398至1949方呎，由2房雙套房至4房雙套房設計。為增加複式戶私隱度，住戶由地下經獨立花園乘電梯直入2樓單位，2013年3月31日落成後會提供102伙。
承建商為中國海外房屋工程有限公司（中國建築國際集團有限公司旗下），而建築師為周余石建築師有限公司。
「悅堤」的英文名稱為Positano，概念是源自位於意大利南部海岸的著名度假勝地阿馬爾菲海岸（Amalfi Coast）的西面小鎮波西塔諾，根據美国作家约翰·史坦贝克（1968年12月20日去世）的《波西塔诺》（1953年）描绘了这一地区，作者指出：「波西塔诺是一个梦乡，你在时，她不是很真切，你离开后，她变的栩栩如生。」